# Felipe Nery Teixeira
O Capitão Felipe Nery Teixeira nasceu em Carrancas, MG, em 1 de maio de 1754, tendo sido batizado naquela cidade em 12 de maio de 1754.
Neto do Cap. Mor Tomé Rodrigues Nogueira do Ó e 3º filho de Angela Izabel Nogueira do Prado e Domingos Teixeira Villela (pioneiros, cujo casal formou a 1ª família de Campinas-SP).
O casal teve 8 filhos na seguinte ordem:
1. Antônio Teixeira de Camargo (falecido em 1837).

2. Maria Ângela Teixeira (falecido em 1847).

3. José Teixeira (que faleceu solteiro).

4. Joaquim Fernandes de Camargo.

5. Francisco Teixeira de Camargo que casou-se em 26 de janeiro de 1867 com Carolina Maria Elísia.

6. Ana Teixeira de Camargo.

7. Gertrudes Teixeira de Camargo.

8. Fillipe Nery Teixeira.
Batismo:
- Pesquisa de Luis Antonio Villas Bôas em 22 de fevereiro de 2007 no microfilme 1285446, item 06, dos batismos de Carrancas, onde na pág. 111V consta: "Aos 12/maio/1754 nesta matriz batizei e pus os santos óleos a Felipe filho legítimo do Capitão Domingos Teixeira Villela natural da freguesia da vila de Nossa Senhora de Assumção de Villela de (Tamoia?) arcebispado de Braga e sua mulher Angela Izabel Nogueira do Prado, natural da freguesia de Baependi deste bispado e moradores nesta freguesia, neto paterno de Antonio Teixeira e Marianna Gonçalves naturais e moradores na dita freguesia da vila de Nossa Senhora de Assumção de Villela e materno do capitão-mor Thome Rodrigues Nogueira do Hô, natural da Ilha da Madeira e de Maria Leme do Prado natural da freguesia (ilegível) Piedade, bispado de São Paulo. Nasceu o dito batizado em 1.o do mesmo mês de maio. Foram padrinhos Francisco D'avilla Fagundes natural da (ilegível) e (ilegivel) Ignes Clara mulher de Luiz (ilegível) naturais desta freguesia…"
Outras Informações:
- De 1800 a 1803 foi Juiz Ordinário da Vila;

- Em 1808 foi juiz de órfãos em São Carlos;

- Foi eleito Administrador da construção da Catedral de Campinas (ata publicada na "Gazeta" em 1874), cujas obras iniciaram em 1807, quatro anos antes de seu falecimento, tendo sido sucedido, em 25 de dezembro de 1812 o Tenente-coronel Joaquim Aranha Barreto de Camargo (fazendeiro de Café). Esta informação foi referida na matéria "A Nossa Maravilhosa Catedral" no "Correio Popular" de Campinas, em 25 de agosto de 1974 em referência à Catedral de Campinas, cujo documento pode ser obtido na Biblioteca Centro de Memória de Campinas com o código CMUHE020645.